# Zephaniah Phiri
Zephaniah Phiri (ur. 19 listopada 1996) – zambijski piłkarz grający na pozycji prawego obrońcy. Od 2021 jest zawodnikiem klubu Prison Leopards FC.

## Kariera klubowa
Swoją karierę piłkarską Phiri rozpoczął w klubie Buildcon FC. W sezonie 2020/2021 zadebiutował w jego barwach w pierwszej lidze zambijskiej. W 2019 roku przeszedł do Prison Leopards FC.

## Kariera reprezentacyjna
W reprezentacji Zambii Phiri zadebiutował 17 października 2023 w wygranym 3:0 towarzyskim meczu z Ugandą, rozegranym w Szardży. W 2024 roku powołano go do kadry na Puchar Narodów Afryki 2023. Nie wystąpił w nim w żadnym meczu.